# Lupinus obtusilobus
Lupinus obtusilobus är en ärtväxtart som beskrevs av Amos Arthur Heller. Lupinus obtusilobus ingår i släktet lupiner, och familjen ärtväxter. IUCN kategoriserar arten globalt som livskraftig. Inga underarter finns listade i Catalogue of Life.